# Zbýšov u Brna

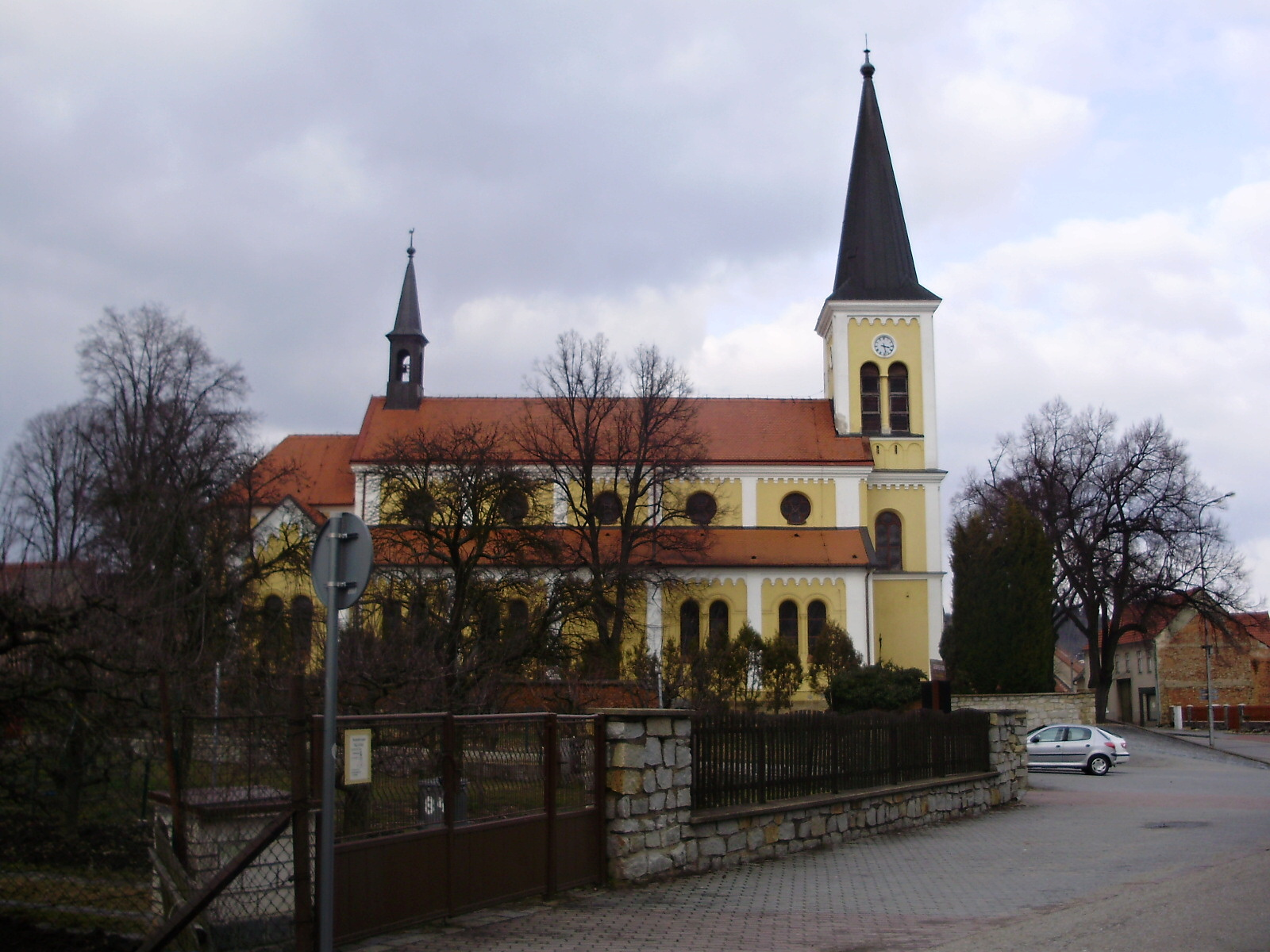
Kirche zum Hl. Martin

Zbýšov (deutsch Zbeschau) ist eine Stadt in Tschechien. Sie liegt 19 Kilometer westlich des Stadtzentrums von Brno und gehört zum Okres Brno-venkov.

## Geographie
Zbýšov befindet sich am Übergang des Jaispitzer Hügelland (Jevišovická pahorkatina) zur Boskowitzer Furche in Mähren im Quellgebiet des Baches Brodky. Nordöstlich erhebt sich der Hügel die Síčka (421 m). Nördlich der Stadt liegen die stillgelegten Steinkohlenzechen Jindřich, Antonín und Ferdinand. Die im Süden gelegene Zeche Anna ist gleichfalls eingestellt.
Nachbarorte sind Babice im Norden, Rosice und Tetčice im Nordosten, Kratochvilka im Osten, Neslovice im Südosten, Padochov, Mašínka und Oslavany im Süden, Čučice im Südwesten, Ketkovice und Lukovany im Westen sowie Zakřany im Nordwesten.

## Geschichte
Archäologische Funde belegen eine Besiedlung des Ortes seit der Jungsteinzeit. Die erste urkundliche Erwähnung von Zbýšov stammt aus dem Jahre 1280, als der Landesmarschall Bohuš von Drahotuše das Dorf seiner Tochter überließ, die es bei ihrem Klostereintritt dem Kloster Oslawan stiftete.
In der zweiten Hälfte des 18. Jahrhunderts wurden die Steinkohlenlagerstätten im Rossitz-Oslawaner Becken entdeckt. 1790 bestand Zbeschau aus 53 Häusern und hatte 313 Einwohner. 1820 eröffnete am Siczka-Berg (Síčka) mit der Zeche „Liebe Gottes“ das erste Steinkohlenbergwerk. Durch die Rossitzer Bergbau-Unternehmerfamilie Rahn wurden in Zbeschau weitere Steinkohlenzechen eröffnet. Dazu gehörte die seit der Mitte des 19. Jahrhunderts betriebene Zeche Ferdinand.
Auf Initiative des Bergwerksbesitzer von Segen Gottes, Ernst Johann Ritter Herring, und des Zbeschauer Bergbauunternehmers Anton Rahn wurde die private Brünn-Rossitzer Eisenbahngesellschaft gegründet, die 1852 mit dem Bau der Eisenbahnstrecke Brünn–Strelitz–Rossitz–Segen Gottes begann. 1855 war die Eisenbahnstrecke vollendet; am 2. Januar 1856 fuhr der erste Kohlenzug von Segen Gottes über Brünn nach Wien und am 1. Juli 1856 wurde der Personenverkehr aufgenommen. Von Segen Gottes aus führte seit 1862 eine Zweigbahn über Babice zu den Zechen Heinrich und Ferdinand und nach Zbeschau, die 1873 bis Oslawan fortgeführt wurde. 1881 kaufte die Rossitzer Bergbau AG in Segen Gottes die Gruben der Inneberger Gesellschaft im südlichen Revier bei Zbeschau und Oslawan auf und besaß damit mit Ausnahme der Zeche „Liebe Gottes“ bei Kratochvilka alle Steinkohlenbergwerke im Rossitz-Oslawaner Becken. Durch den Bergbau wandelte sich der Charakter von Zbeschau vom bäuerlichen Dorf zu einem Bergstädtchen, das 1890 aus 128 Häusern bestand und 1.624 Einwohner hatte. 1893 entstand eine eigene Kirche und ein neues Schulhaus, 1924 das Haus der Bergarbeiter.
Zwischen 1949 und 1960 gehörte Zbýšov zum Okres Rosice. 1955 wurde die Förderung auf der Zeche Ferdinand eingestellt und 1992 der Schacht mit Beton verwahrt. Die Gleise auf dem Abschnitt zwischen der Zeche  Jindřich (Heinrich) und Oslavany wurden abgebaut, zwischen Zastávka und der ehemaligen Zeche Jindřich blieb die Bahnstrecke als Anschlussgleis des dortigen Unternehmens Kepák a.s. erhalten. Im Jahre 1965 wurde Zbýšov zur Stadt erhoben. 1970 war die Abteufung des Schachtes Jindřich II abgeschlossen, zugleich wurde der 905 m tiefe Schacht Jindřich I verfüllt. 1992 wurde mit Důl Jindřich II die letzte Zeche in Zbýšov stillgelegt. Sie war mit 1550 m Teufe die tiefste Steinkohlengrube des Landes und eine der tiefsten in Mitteleuropa. Im Dezember 2007 wurden bei einem Einbruch in die Kirche ein Kelch und mehrere Figuren gestohlen.

## Gemeindegliederung
Für die Stadt Zbýšov sind keine Ortsteile ausgewiesen.

## Sehenswürdigkeiten
- Kirche St. Martin, erbaut 1893
- Förderturm der Zeche Simson